# Списак народа света
Ово је списак већих и значајнијих народа света. Поред бројчано већих народа, у списак су унети и народи који су, иако мањи по бројности, значајни због одређених чињеница, било да су једини живи представници своје језичке групе или породице (на пример Аини у Јапану), било да су потомци значајних старих народа (на пример Асирци), или да имају сопствену државу или самоуправну територију (на пример Санмаринци). Класификација народа у списку је дата према класификацији језика којима ови народи говоре, иако неке језичке породице представљене у списку нису опште прихваћене од стране свих лингвиста. Примера ради, неки лингвисти сматрају да језике из Америндијанске (макро) породице треба класификовати у више мањих језичких породица, а спорно је и језичко јединство Кавкаске и Алтајске језичке породице. Са друге стране, уочене су одређене сличности између појединих језичких породица, које би по неким лингвистима требало спојити у веће генетске целине. Најупечатљивији пример су генетске везе Јенисејско-Остјачких језика у Сибиру и језика На-Дене у северној Америци. 

## Списак народаЕвроазије

### Индоевропскинароди

#### Балто-словенски народи

##### Словенскинароди
Јужни Словени (главни јужнословенски народи):
- Срби (Србија; Босна и Херцеговина; Црна Гора; Хрватска)
- Црногорци (Црна Гора)
- Бошњаци (Босна и Херцеговина; Србија; Црна Гора)
- Хрвати (Хрватска; Босна и Херцеговина)
- Словенци (Словенија)
- Македонци (Северна Македонија)
- Бугари (Бугарска)

Јужни Словени (мање бројне етничке групе и подгрупе):
- Муслимани (Србија; Црна Гора; Северна Македонија; Босна и Херцеговина)
- Буњевци (Србија; Мађарска; Хрватска)
- Шокци (Србија; Хрватска)
- Торлаци (Србија; Северна Македонија; Бугарска)
- Горанци (Србија; Северна Македонија; Албанија)
- Бокељи (Црна Гора)
- Крашовани (Румунија)
- Јањевци (Србија)
- Градишћански Хрвати (Аустрија - Градишће)
- Торбеши (Северна Македонија)
- Шопи (Бугарска; Србија; Северна Македонија)
- Помаци (Бугарска)
- Банатски Бугари (Румунија; Србија)

Западни Словени:
- Пољаци (Пољска)
- Шлезијци (Пољска; Чешка)
- Кашуби (Пољска)
- Чеси (Чешка)
- Моравци (Чешка)
- Словаци (Словачка)
- Лужички Срби (Немачка)
- Панонски Русини (Србија; Хрватска)

Источни Словени:
- Руси (Русија; Украјина; Казахстан; Киргистан; Белорусија; Придњестровље)
  - Козаци
  - Липовани (Румунија)
  - Молокани (Русија)
- Белоруси (Белорусија)
- Украјинци (Украјина, Молдавија, Русија)
  - Черкаси (Украјина и Русија)
- Русини (Украјина - Транскарпатија)

##### Балтички народи
- Литванци (Литванија)
- Летонци (Летонија)
  - Латгали (Регион Латгала у Летонији)

#### Индо-ирански народи

##### Ирански народи
Западни Иранци:
- Персијанци (Иран)
  - Ајами (Бахреин)
- Таџици (Таџикистан; Авганистан)
  - Фарсивани (Пакистан)
- Ајмаци (Авганистан)
- Гиљанци [] (Иран - Гиљан)
- Мазендеранци (Иран - Мазендеран)
- Лури (Иран - Луристан)
- Бахтијари (Иран - Чахар Махал е Бахтијари)
- Талиши (Иран; Азербејџан)
- Тати (Иран)
- Тејмури (Иран; Авганистан)
- Хазара (Авганистан)
- Џамшиди (Авганистан; Иран)
- Фирузкуси (Авганистан)
- Тајмани (Авганистан)
- Белуџи (Пакистан - Белуџистан; Иран - Систан е Белуџистан)
- Курди (Ирак - Курдистан; Иран - Курдистан; Турска; Сирија)
  - Језиди
  - Лаки
  - Зазе (или Димли) (Турска)

Источни Иранци:
- Пуштуни (Авганистан; Пакистан - Хибер-Пахтунхва и Племенска подручја под федералном управом)
  - Сарбани (Авганистан; Пакистан)
- Осети (Русија - Северна Осетија; Јужна Осетија)
  - Јаси (Мађарска - Јас-Нађкун-Солнок)

##### Индијски народи
Централни Индијци:
- Хиндустанци (Индија - Утар Прадеш, Мадија Прадеш, Делхи, Раџастан, Харјана, Бихар, Чатисгар, Џарканд, Химачал Прадеш, Утаранчал, Чандигар, Андаманска и Никобарска острва)
- Мухаџири (Пакистан)
- Хариани (Индија - Харјана)
- Гуџарати (Индија - Гуџарат, Дадра и Нагар Хавели, Даман и Дију; Пакистан)
- Раџастанци (Индија - Раџастан)
- Источни Пенџапци (Индија - Пенџаб)
- Бхили (Индија)
- Гуџари (Индија)
- Кхо (Пакистан, Индија)
- Бундели (Индија)
- Канауџи (Индија)
- Роми (Румунија; Бугарска; Чешка; Србија; Русија; Иран)
  - Египћани (Србија - Косово и Метохија)
  - Ашкалије (Србија - Косово и Метохија)
  - Бањаши (Србија, Хрватска, Мађарска, Босна и Херцеговина, Бугарска)

Источно-централни Индијци:
- Чатисгари (Индија - Чатисгар)
- Авадхи (Индија)

Источни Индијци:
- Бихарци (Индија - Бихар; Непал; Бангладеш)
- Орија (Индија - Ориса)
- Асамци (Индија - Асам)
- Бенгалци (Бангладеш; Индија - Западни Бенгал, Трипура, Андаманска и Никобарска острва)
- Рохинџа (Бурма - Аракан)
- Тхару (Непал)

Северни Индијци:
- Непалци (Непал; Индија - Сиким)
- Пахари (Индија - Химачал Прадеш)
- Гархвали (Индија - Утаранчал)
- Кумаони (Индија - Утаранчал)

Северозападни Индијци:
- Кашмирци (Индија - Џаму и Кашмир; Пакистан - Азад Кашмир)
- Догра (Индија - Џаму и Кашмир)
- Синди (Пакистан - Синд; Индија)
- Западни Пенџапци (Пакистан - Пенџаб)
- Читралци (Пакистан)
- Кохистанци (Пакистан)
- Пашаји (Авганистан)
- Шина (Пакистан - Гилгит-Балтистан; Индија - Џаму и Кашмир)

Синхалешко-Малдивски народи:
- Сингали (Шри Ланка)
- Малдивци (Малдиви)

Јужни Индијци:
- Марати (Индија - Махараштра, Даман и Дију)
- Конкани (Индија - Гоа)

##### Нуристански народи
- Нуристанци (Авганистан - Нуристан)

#### Германскинароди
Западни Германи:
- Немци (Немачка)
- Аустријанци (Аустрија; Италија - Трентино - Алто Адиђе)
- Германошвајцарци (Швајцарска)
- Лихтенштајнци (Лихтенштајн)
- Алзаси (Француска - Алзас)
- Луксембуржани (Луксембург)
- Лимбуржани (регион Лимбург у Холандији)
- Фламанци (Белгија - Фландрија; Холандија)
- Холанђани (Холандија)
- Фризи (Холандија - Фризија)
- Енглези (Уједињено Краљевство - Енглеска)
- Шкоти (Велика Британија - Шкотска)
- Алстерци (Велика Британија - Северна Ирска)
- Гибралтарци (Велика Британија - Гибралтар)

Северни Германи:
- Данци (Данска)
- Фарерци (Данска - Фарска Острва; Норвешка)
- Швеђани (Шведска)
  - Сканци (регион Сканија у Шведској)
  - Јамти (регион Јамтланд у Шведској)
- Норвежани (Норвешка)
- Исланђани (Исланд)

#### Романски народи
Источни Романи:
- Румуни (Румунија)
- Молдавци (Молдавија)
- Власи Србије (Србија)
- Аромуни (Грчка)
- Мегленски Власи (Грчка)
- Истрорумуни (Ћићи, Ћирибирци) (Хрватска - Истра)

Западни Романи:
- Италијани (Италија)
  - Напуљци (јужна Италија)
  - Сицилијанци (Италија - Сицилија)
- Италошвајцарци (Швајцарска)
- Санмаринци (Сан Марино)
- Моначани (Монако)
- Фријули (Италија - Фријули-Венеција-Ђулија)
- Реторомани (Швајцарска)
- Ладини (североисток Италије)
- Французи (Француска)
  - Валдостенци (регион Долина Аоста у Италији)
- Валонци (Белгија - Валонија)
- Франкошвајцарци (Швајцарска)
- Окситанци (Француска)
- Шпанци (Шпанија)
  - Арагонци (регион Арагон у Шпанији)
  - Астурци (регион Астурија у Шпанији)
- Каталонци (Шпанија - Каталонија)
- Андорци (Андора)
- Португалци (Португал)
- Галицијци (Шпанија - Галиција)

Јужни Романи:
- Сардинци (Италија - Сардинија)
- Корзиканци (Француска - Корзика)

#### Келтски народи
- Ирци (Ирска; Уједињено Краљевство - Северна Ирска)
- Гели (Велика Британија - Шкотска)
- Шкотски Гели (Велика Британија - Шкотска)
- Манкси (Велика Британија - Острво Мен)
- Велшани (Велика Британија - Велс)
- Корнволци (Велика Британија - југозападна Енглеска)
- Бретонци (Француска - Бретања)

#### ОсталиИндоевропски народи
- Грци (Грчка; Кипар)
- Албанци (Албанија; Србија - Косово и Метохија; Македонија; Црна Гора)
- Јермени (Јерменија; Азербејџан - Нагорно-Карабах; Грузија - Самче-Жавахети)

- Подручја настањена Келтским народима
- Подручја настањена Грцима
- Подручја настањена Албанцима
- Подручја настањена Јерменима

### Уралски народи

#### Угро-фински народи
- Мађари (Мађарска)
  - Секељи (Румунија)
- Финци (Финска)
- Естонци (Естонија)
- Лапонци (Норвешка - Финмарк; Шведска - Лапланд; Финска - Лапи; Русија)
- Карели (Русија - Карелија; Финска - Северна Карелија, Јужна Карелија)
- Коми (Русија - Коми)
- Пермјаци (Русија - Пермјакија)
- Удмурти (Русија - Удмуртија)
- Маријци (Русија - Мари Ел)
- Мордвини (Русија - Мордовија)
- Ханти (Русија - Хантија-Мансија)
- Манси (Русија - Хантија-Мансија)

#### Самоједски народи
- Ненци (Русија - Ненеција, Јамалија, Тајмирија)

### Кавкаски народи

#### Картвелски народи(Јужнокавкаски народи)
- Грузијци (Грузија)
- Аџари (Грузија - Аџарија)
- Мегрели (Грузија)
- Свани (Грузија)
- Лази (Турска)

#### Севернокавкаски народи

##### Абхаско-адигејски народи
- Абхази (Абхазија)
- Абазини (Русија - Карачајево-Черкезија)
- Кабардинци (Русија - Кабардино-Балкарија)
- Черкези (Русија - Карачајево-Черкезија)
- Адигејци (Русија - Адигеја)

##### Нахски народи
- Чечени (Русија - Чеченија)
- Ингуши (Русија - Ингушетија)

##### Дагестански народи
- Авари (Русија - Дагестан)
- Даргинци (Русија - Дагестан)
- Лакци (Русија - Дагестан)
- Лезгини (Русија - Дагестан)
- Табасарани (Русија - Дагестан)
- Агули (Русија - Дагестан)
- Рутулци (Русија - Дагестан)
- Цахури (Русија - Дагестан; Азербејџан)

### Алтајски народи

#### Турски народи
- Турци (Турска; Кипар - Северни Кипар)
- Азербејџанци (Азербејџан; Иран)
- Туркмени (Туркменистан)
- Узбеци (Узбекистан)
- Казаси (Казахстан)
- Киргизи (Киргистан)
- Татари (Русија - Татарстан)
- Башкири (Русија - Башкортостан)
- Чуваши (Русија - Чувашија)
- Карачајци (Русија - Карачајево-Черкезија)
- Балкари (Русија - Кабардино-Балкарија)
- Кумици (Русија - Дагестан)
- Ногајци (Русија - Дагестан)
- Трухмени (Русија - Ставропољ)
- Тувинци (Русија - Тува)
- Хакаси (Русија - Хакасија)
- Алтајци (Русија - Горно-Алтај)
- Јакути (Русија - Јакутија)
- Долгани (Русија - Тајмирија)
- Гагаузи (Молдавија - Гагаузија)
- Ујгури (Кина - Синкјанг)
- Каракалпаци (Узбекистан - Каракалпакија)

#### Монголски народи
- Монголи (Монголија; Кина - Унутрашња Монголија)
- Бурјати (Русија - Бурјатија, Ага Бурјатија, Уст-Орда Бурјатија)
- Калмици (Русија - Калмикија)

#### Тунгуско-манџурски народи
- Манџурци (Кина)
- Евенки (Русија - Евенкија)

### Чукотско-камчатски народи
- Чукчи (Русија - Чукотка)
- Корјаци (Русија - Корјакија)

### Јенисејско-остјачки народи
- Кети (Русија)

### Јукагирски народи
- Јукагири (Русија)

- Подручја настањена Чукотско-Камчатским народима
- Подручја настањена Јенисејско-Остјачким народима
- Подручја настањена Јукагирским народима

### Народи несродних језика
- Баски (Шпанија - Баскија; Француска)
- Буриши (Пакистан - Гилгит-Балтистан; Индија - Џаму и Кашмир)
- Јапанци (Јапан)
- Аини (Јапан)
- Корејци (Јужна Кореја; Северна Кореја)
- Гиљаци (Русија)
- Нихали (Индија)
- Кусунда (Непал)

- Подручја настањена Баскима
- Подручја настањена Буришима
- Подручја настањена Јапанцима
- Подручја настањена Аинима
- Подручја настањена Корејцима

### Андамански народи
- Андаманци (Индија - Андаманска и Никобарска острва)

### Афро-азијски народи

#### Семитски народи
- Малтежани (Малта)
- Јевреји (Израел; САД; Русија - Јеврејска Аутономна Област)
- Палестинци (Израел - Палестина; Јордан)
- Сиријци (Сирија)
- Либанци (Либан)
- Јорданци (Јордан)
- Ирачани (Ирак)
- Кувајћани (Кувајт)
- Саудијци (Саудијска Арабија)
- Јеменци (Јемен)
- Оманци (Оман)
- Арапи Емирата (Уједињени Арапски Емирати)
- Катарци (Катар)
- Бахреинци (Бахреин)
- Асирци (Ирак; Иран; Турска; Сирија)
- Арапи Ирана (Иран)
- Арапи Турске (Турска)

### Дравидски народи
- Тамили (Индија - Тамил Наду, Пондичери, Андаманска и Никобарска острва; Тамил Илам)
- Канада (Индија - Карнатака)
- Малајали (Индија - Керала, Лакшадвип)
- Телугу (Индија - Андра Прадеш, Андаманска и Никобарска острва)
- Гонди (Индија)
- Кхонди (Индија)
- Ораон (Индија)
- Тулу (Индија)
- Брагуји (Пакистан)
- Маври Ланкски (Шри Ланка)

### Кинеско-тибетски народи

#### Кинески народи
- Хан Кинези (Кина; Тајван; Сингапур)
- Хуи Кинези (Кина - Нингсја)

#### Тибетско-бурмански народи
- Бурманци (Бурма)
- Аракани (Бурма - Аракан)
- Качин (Бурма - Качин; Кина)
- Карени (Бурма - Кајин; Тајланд)
- Црвени Карени (Бурма - Кајах)
- Ака (Кина; Мјанмар)
- Чин (Бурма - Чин)
- Бутанци (Бутан; Индија - Сиким)
- Тибетанци (Кина - Тибет)
- Ићу (Кина)
- Тућја (Кина)
- Бај (Кина)
- Чепанги (Непал)
- Хани (Кина)
- Ронкупи (Индија - Сиким)
- Манипури (Индија - Манипур)
- Мизо (Индија - Мизорам)
- Нага (Индија - Нагаланд)
- Трипури (Индија - Трипура)
- Гаро (Индија - Мегалаја)
- Ади (Индија - Аруначал Прадеш)
- Ниши (Индија - Аруначал Прадеш)
- Монпа (Индија - Аруначал Прадеш)
- Бодо (Индија - Асам)
- Карби (Индија - Асам)
- Невари (Непал)
- Таманг (Непал)
- Балти (Пакистан - Гилгит-Балтистан)

### Народи Хмонг-Миен
- Хмонг (Кина)
- Миен (Кина)

### Тајски народи
- Тајланђани (Тајланд)
- Лаошани (Лаос; Тајланд)
- Џуанг (Кина - Гуангкси-Жуанг)
- Буји (Кина)
- Таји (Кина)
- Дун (Кина)
- Љи (Кина)
- Шан (Бурма - Шан)
- Тхај (Вијетнам; Лаос)
- Тај (Вијетнам)

### Аустроазијски народи
Мон-Кмерски народи:
- Вијетнамци (Вијетнам)
- Мионг (Вијетнам)
- Планински Кмери (Вијетнам; Тајланд; Лаос; Камбоџа)
- Кмери (Камбоџа)
- Мони (Бурма - Мон; Тајланд)
- Кхаси (Индија - Мегалаја)
- Никобарци (Индија - Андаманска и Никобарска острва)

Народи Мунда:
- Сантали (Индија)
- Мунда (Индија)
- Хо (Индија)

### Аустронезијски народи
Западно-Аустронезијски народи:
- Тагали (Филипини)
- Бисаја (Филипини)
- Илоци (Филипини)
- Бикол (Филипини)
- Пампанган (Филипини)
- Пангасинан (Филипини)
- Маранао (Филипини)
- Малајци (Малезија; Брунеј; Индонезија)
- Јаванци (Индонезија)
- Сунди (Индонезија)
- Мадурци (Индонезија)
- Минангкабау (Индонезија)
- Буги (Индонезија; Малезија; Сингапур)
- Батаци (Индонезија)
- Балинежани (Индонезија - Бали)
- Банџари (Индонезија)
- Ачех (Индонезија - Ачех)
- Макасари (Индонезија)
- Сасак (Индонезија)
- Тораџа (Индонезија)
- Пасемах (Индонезија)
- Горонтало (Индонезија)

Централно-Аустронезијски народи:
- Тетум (Источни Тимор; Индонезија - Нуса Тенгара Тимор)
- Енде (Индонезија)
- Амбонци (Индонезија - Малуку)
- Атони (Индонезија)
- Бима (Индонезија)
- Сумбанци (Индонезија)
- Мангараи (Индонезија)

Тајвански народи:
- Тајвански староседеоци (Тајван)

Источно-Аустронезијски народи:
- Биак (Индонезија)

## Списак народаАфрике

### Афро-азијски народи

#### Египатски народи
- Копти (Египат)

#### Семитски народи
- Египћани (Египат)
- Суданци (Судан)
- Либијци (Либија)
- Тунишани (Тунис)
- Алжирци (Алжир)
- Мароканци (Мароко)
- Сахарци (Мароко - Западна Сахара)
- Маури (Мауританија)
- Арапи Шува (Чад)
- Амхара (Етиопија - Амхара, Адис-Абеба)
- Гураге (Етиопија - Јужна Држава)
- Харари (Етиопија - Харари)
- Тигрејци (Еритреја; Етиопија - Тиграј)
- Тигре (Еритреја)

#### Кушитски народи
- Сомалци (Сомалија; Џибути; Етиопија - Сомали; Кенија - Североисток)
- Оромо (Етиопија - Оромија, Харари, Дире-Дава; Кенија - Исток)
- Афари (Етиопија - Афар; Џибути)
- Сидамо (Етиопија - Јужна Држава)
- Беџа (Судан, Египат, Еритреја)

#### Омотички народи
- Омето (Етиопија - Јужна Држава)

#### Чадски народи
- Хауса (Нигерија; Нигер)
- Бура (Нигерија)
- Вандала (Камерун)

#### Берберски народи
- Кабили (Алжир)
- Шавија (Алжир)
- Шиљх (Мароко)
- Тамазигхт (Мароко)
- Рифи (Мароко)
- Туарези (Мали)

### Аустронезијски народи
Западно-Аустронезијски народи:
- Малгаши (Мадагаскар)

### Народи несродних језика
- Мбугу (Танзанија)

### Индоевропски народи

#### Германски народи
- Африканери (Јужна Африка)
- Англоафриканци (Јужна Африка)
- Јужноафрички Мулати (Јужна Африка)
- Светојеленци (Уједињено Краљевство - Света Јелена)

#### Романски народи
- Зеленортци (Зеленортска Острва)
- Сејшелци (Сејшели)
- Реинионци (Француска - Реинион)
- Маурицијци (Маурицијус)

#### Индијски народи
- Индомаурицијци (Маурицијус)

### Нигер-кордофански народи

#### Нигер-конгоански народи

##### Народи Бенуе-Конго
Народи Банту:
- Фанг (Камерун; Габон; Екваторијална Гвинеја)
- Дуала (Камерун)
- Сантомејци (Сао Томе и Принципе)
- Конго (Конго; ДР Конго; Ангола)
- Луба (ДР Конго)
- Монго (ДР Конго)
- Банги (ДР Конго)
- Теке (ДР Конго; Конго)
- Чокве (ДР Конго; Ангола)
- Боа (ДР Конго)
- Конзо (ДР Конго; Уганда)
- Овимбунду (Ангола)
- Амбунду (Ангола)
- Ганда (Уганда)
- Сога (Уганда)
- Хима (Уганда)
- Масаба (Уганда)
- Чига (Уганда)
- Руанда (Руанда; ДР Конго; Уганда)
- Рунди (Бурунди; ДР Конго)
- Кикују (Кенија)
- Луја (Кенија; Танзанија; Уганда)
- Камба (Кенија)
- Гусији (Кенија)
- Меру (Кенија)
- Миџикенда (Кенија)
- Њамвези (Танзанија)
- Свахили (Танзанија)
- Хехе (Танзанија)
- Маконде (Танзанија)
- Хаја (Танзанија)
- Кинга (Танзанија)
- Зарама (Танзанија)
- Чага (Танзанија)
- Шамбала (Танзанија)
- Гого (Танзанија)
- Ха (Танзанија)
- Бемба (Замбија)
- Тонга (Замбија; Зимбабве)
- Лози (Замбија)
- Лунда (Замбија; ДР Конго; Ангола)
- Луена (Замбија; Ангола; ДР Конго)
- Шона (Зимбабве; Мозамбик)
- Матабеле (Зимбабве)
- Малави (Малави; Мозамбик; Замбија)
- Јао (Малави; Танзанија; Мозамбик)
- Нгони (Малави; Танзанија; Замбија)
- Макуа (Мозамбик; Малави)
- Тсонга (Мозамбик; Јужна Африка; Зимбабве)
- Амбо (Намибија; Ангола)
- Тсвана (Боцвана; Јужна Африка)
- Зулу (Јужна Африка)
- Коса (Јужна Африка)
- Педи (Јужна Африка)
- Венда (Јужна Африка; Зимбабве)
- Ндебеле (Јужна Африка)
- Суто (Лесото; Јужна Африка)
- Свази (Свазиленд; Јужна Африка)
- Коморци (Комори)
- Махорци (Француска - Мајоте)

Остали народи Бенуе-Конго:
- Ибибио (Нигерија)
- Тив (Нигерија)
- Екоји (Нигерија)
- Бамилеке (Камерун)
- Тикар (Камерун)

##### Народи Ква
- Јоруба (Нигерија)
- Игбо (Нигерија)
- Едо (Нигерија)
- Иџо (Нигерија)
- Нупе (Нигерија)
- Игала (Нигерија)
- Идома (Нигерија)
- Игбира (Нигерија)
- Фон (Бенин)
- Еве (Того; Гана)
- Акан (Гана; Обала Слоноваче)
- Ашанти (Гана)
- Фанти (Гана)
- Адангме (Гана)
- Бете (Обала Слоноваче)
- Бауле (Обала Слоноваче)
- Ањи (Обала Слоноваче; Гана)
- Бакве (Обала Слоноваче; Либерија)

##### Народи Гур
- Моси (Буркина Фасо; Гана)
- Лоби (Буркина Фасо; Обала Слоноваче; Гана)
- Бобо (Буркина Фасо; Мали; Обала Слоноваче)
- Сенуфо (Обала Слоноваче; Мали; Буркина Фасо)
- Гурма (Гана; Буркина Фасо; Того)
- Груси (Гана; Буркина Фасо)
- Кабре (Того)
- Догони (Мали)

##### Западноатлантски народи
- Волоф (Сенегал)
- Серер (Сенегал)
- Тукулер (Сенегал; Мауританија)
- Баланте (Гвинеја Бисао)
- Фулбе (Гвинеја; Нигерија; Сенегал; Мали; Камерун; Нигер; Буркина Фасо)
- Темне (Сијера Леоне)

##### Народи Манде
- Мандинка (Гамбија; Гвинеја; Обала Слоноваче; Мали; Сенегал)
- Бамана (Мали)
- Сонинке (Мали; Буркина Фасо; Сенегал)
- Менде (Сијера Леоне)
- Кпеле (Либерија; Гвинеја)

##### Адамава-источни народи
- Занде (ДР Конго; Судан)
- Банда (Централноафричка Република; ДР Конго)
- Гбаја (Централноафричка Република; Камерун; ДР Конго)

#### Кордофански народи
- Коалиб (Судан)

### Нилско-сахарски народи

#### Шари-нилски народи

##### Источносудански народи
- Луо (Кенија)
- Каленџин (Кенија; Танзанија)
- Динка (Судан - Јужни Судан)
- Нубијци (Судан; Египат)
- Тесо (Уганда)
- Нуер (Судан; Етиопија - Гамбела)
- Ланго (Уганда)
- Ачоли (Уганда)
- Алур (ДР Конго; Уганда)
- Бари (Судан)
- Масаји (Кенија; Танзанија)
- Тама (Чад; Судан)
- Шилук (Судан - Јужни Судан)
- Карамоџонг (Уганда)
- Ануак (Етиопија - Гамбела; Судан)

##### Централносудански народи
- Лугбара (ДР Конго; Уганда)
- Сара (Чад)

##### Народи Берта
- Берта (Етиопија - Бенишангул-Гумуз; Судан)

##### Народи Кунама
- Кунама (Еритреја)

#### Сахарски народи
- Канури (Нигерија; Нигер)

#### Народи Сонгаји
- Сонгаји (Мали; Нигер; Нигерија; Буркина Фасо)
- Ђерма (Нигер)

#### Народи Фур
- Фур (Судан)

#### Народи Маба
- Маба (Чад)

#### Народи Кома
- Гумуз (Етиопија - Бенишангул-Гумуз; Судан)
- Кома (Судан; Етиопија)

### Којсански народи

#### Јужноафрички којсански народи
- Хотентоти (Намибија; Боцвана)
- Планински Дамара (Намибија)
- Бушмани (Боцвана; Намибија; Ангола)

#### Народи Сандаве
- Сандаве (Танзанија)

#### Народи Хадза
- Хадза (Танзанија)

## Списак народа Америке

### Ескимско-алеутски народи
- Гренланђани (Данска - Гренланд)
- Ескими (Канада - Нунавут; САД - Аљаска; Русија)
- Алеути (САД - Аљаска)

### Народи На-Дене
- Навахо (САД)
- Апачи (САД)
- Тлинкити (Канада; САД)
- Хајда (Канада)

### Америндијански народи

#### Алгонкинско-мосански народи
- Кри (САД)

#### Народи Хока-Сију
- Сијукси (САД)
  - Лакота (САД)
- Чироки (САД)
- Крик (народ) (САД)
- Ирокези (САД; Канада)
- Оглала (САД)
- Дакота (САД)
- Тлапанеци (Мексико)

#### Народи Пенути
- Маја (Мексико)
- Тотонаци (Мексико)
- Цоцили (Мексико)
- Хуастеци (Мексико)
- Чоли (Мексико)
- Михе (Мексико)
- Киче (Гватемала - Киче)
- Какчикели (Гватемала)
- Мам (Гватемала)
- Кекчи (Гватемала)
- Тарасци (Мексико)

#### Јуто-астечко-таноански народи
- Астеци (Мексико)
- Пипили (Салвадор)
- Шошони (САД)
- Тано (САД)
- Зуни (САД)
- Хопи (САД)

#### Народи Макро-Ото-Манге
- Запотеци (Мексико)
- Отоми (Мексико)
- Миштеци (Мексико)
- Масатеци (Мексико)
- Масахуа (Мексико)
- Чинантеци (Мексико)

#### Народи Макро-Чибча
- Чибча (Колумбија)
- Мискито (Никарагва)
- Ленка (Хондурас)
- Гуајми (Панама)

#### Же-Пано-карипски народи
- Чоко (Колумбија)

#### Андско-екваторијални народи
- Кечуа (Перу; Еквадор; Боливија)
- Ајмара (Боливија; Перу)
- Парагвајци (Парагвај)
- Арауканци (Чиле - Арауканија)

- Подручје настањено Сијуксима
- Подручје настањено Ирокезима
- Подручје настањено Мајама
- Подручје настањено Астецима
- Подручје настањено народом Кечуа
- Подручје настањено народом Ајмара
- Подручје настањено народима из групе Тупи-Гварани, укључујући и Парагвајце
- Подручје настањено Арауканцима

### Индоевропски народи

#### Германски народи
- Англоканађани (Канада)
- Американци (САД)
- Афроамериканци (САД)
- Англоиндијанци (САД)
- Бермуђани (Уједињено Краљевство - Бермуда)
- Бахамци (Бахами)
- Теркшани (Велика Британија - Турска и Каикоска Острва)
- Белижани (Белизе)
- Кајманци (Велика Британија - Кајманска Острва)
- Јамајћани (Јамајка)
- Вирџинци (Велика Британија - Британска Вирџинска Острва; САД - Америчка Вирџинска Острва)
- Ангиљци (Велика Британија - Ангиља)
- Сенткристоферци (Свети Китс и Невис)
- Антигванци (Антигва и Барбуда)
- Монтсераћани (Велика Британија - Монтсерат)
- Сентвинсенћани (Свети Винсент и Гренадини)
- Гренађани (Гренада)
- Барбадошани (Барбадос)
- Тринидађани (Тринидад и Тобаго)
- Гвајанци (Гвајана)
- Суринамци (Суринам)
- Фолкланђани (Велика Британија - Фолкландска Острва)

#### Романски народи
- Франкоканађани (Канада - Квебек)
- Сенпјерци (Француска - Свети Пјер и Микелон)
- Мексиканци (Мексико)
- Хиспанојезични Индијанци (Мексико)
- Гватемалци (Гватемала)
- Хиспанојезични Индијанци (Гватемала)
- Хондурашани (Хондурас)
- Салвадорци (Салвадор)
- Никарагванци (Никарагва)
- Костариканци (Костарика)
- Панамци (Панама)
- Кубанци (Куба)
- Хаићани (Хаити)
- Доминиканци (Доминиканска Република)
- Порториканци (САД - Порторико)
- Гваделупљани (Француска - Гваделуп)
- Доминићани (Доминика)
- Мартинићани (Француска - Мартиник)
- Сентлусијци (Света Луција)
- Арубљани (Холандија - Аруба)
- Антилци (Холандија - Холандски Антили)
- Гујанци (Француска - Француска Гујана)
- Бразилци (Бразил)
- Венецуеланци (Венецуела)
- Колумбијци (Колумбија)
- Еквадорци (Еквадор)
- Перуанци (Перу)
- Боливијци (Боливија)
- Чилеанци (Чиле)
- Аргентинци (Аргентина)
- Уругвајци (Уругвај)

#### Индијски народи
- Суринамци Индопакистанци (Суринам)
- Гвајанци Индопакистанци (Гвајана)
- Тринидађани Индопакистанци (Тринидад и Тобаго)

## Списак народаАустралијеиОкеаније

### Индоевропски народи

#### Германски народи
- Англоаустралијанци (Аустралија)
- Англоновозеланђани (Нови Зеланд)
- Норфок (Аустралија - Норфок)
- Питкернци (Уједињено Краљевство - Питкерн)

#### Индијски народи
- Фиџи Индијци (Фиџи)

### Аустронезијски народи
Западно-Аустронезијски народи:
- Палау (Палау)
- Јап (Микронезија)
- Чаморо (САД - Гвам, Северна Маријанска Острва)

Микронежански народи:
- Трук (Микронезија)
- Понапе (Микронезија)
- Каролинци (Микронезија)
- Косрае (Микронезија)
- Мортлок (Микронезија)
- Маршалци (Маршалска Острва)
- Науру (Науру)
- Кирибати (Кирибати)

Меланежански народи:
- Новогвинејци (Папуа Нова Гвинеја)
- Толаји (Папуа Нова Гвинеја)
- Бугенвилци (Папуа Нова Гвинеја - Бугенвил)
- Меланежани Соломонових Острва (Соломонова Острва)
- Вануату (Вануату)
- Канаци (Француска - Нова Каледонија)
- Меланежани Острва Луајоте (Француска - Нова Каледонија)
- Фиџијци (Фиџи)

Полинежански народи:
- Маори (Нови Зеланд)
- Маори Кукових Острва (Нови Зеланд - Кукова Острва; Нови Зеланд)
- Тувалу (Тувалу)
- Увеа (Француска - Волис и Футуна)
- Футунијанци (Француска - Волис и Футуна)
- Тонга (Тонга)
- Токелау (Нови Зеланд - Токелау)
- Самоанци (Самоа; САД - Америчка Самоа)
- Нијуе (Нови Зеланд - Нијуе)
- Тахићани (Француска - Француска Полинезија)
- Хавајци (САД - Хаваји)
- Абориџини Норфока (Аустралија - Норфок)

### Индо-Пацифички (Папуански) народи
- Дани (Индонезија - Иријан Џаја)
- Капауку (Индонезија - Иријан Џаја)
- Голиафци (Индонезија - Иријан Џаја)
- Тернаћани (Индонезија - Малуку Утара)
- Бунак (Источни Тимор; Индонезија - Нуса Тенгара Тимор)
- Енга (Папуа Нова Гвинеја)
- Чимбу (Папуа Нова Гвинеја)
- Хаген (Папуа Нова Гвинеја)
- Камано (Папуа Нова Гвинеја)
- Хули (Папуа Нова Гвинеја)
- Ангал (Папуа Нова Гвинеја)
- Вахги (Папуа Нова Гвинеја)

### Аустралијски народи
- Абориџини Аустралије (Аустралија)
- Абориџини Торесовог мореуза (Аустралија)

### Тасмански народи
- Тасманци (Аустралија - Тасманија)